# TV Porto
TV Porto é uma estação de televisão brasileira sediada em Porto Seguro, cidade do estado da Bahia. Opera no canal 33 UHF digital e é afiliada à TV Cultura. Pertence à Fundesul. Fundada em dezembro de 2010, é a primeira emissora de televisão da cidade.

## História

### Antecedentes (2002–2010)
Em 15 de janeiro de 2002, a Fundação Fundesul, sediada em Teixeira de Freitas e ligada ao pastor Eonaldo Soares Santos, da Catedral da Bênção, recebeu uma concessão para operar uma estação de televisão no canal 21 UHF da cidade de Porto Seguro. Em 6 de fevereiro de 2003, a fundação foi autorizada a operar a emissora.  Em 26 de janeiro de 2007, no entanto, a outorga foi suspensa pela Justiça Federal em Eunápolis.
A decisão foi tomada a partir da solicitação de uma liminar pelo Ministério Público Federal de novembro de 2006, que argumentava pela suspensão devido à suposta falta de processo licitatório. Mesmo com a ação, em 2008, a Fundesul fez transmissões experimentais retransmitindo a programação da TVE Bahia, e teve a estação vistoriada pela ANATEL para dar seguimento ao processo de licenciamento.

### TV Porto Seguro (2010–2016)
Em outubro de 2010, foi anunciado que o canal 21 UHF passaria a operar como TV Porto Seguro, tendo uma programação evangélica. Em dezembro de 2010, as transmissões foram oficialmente iniciadas, desta vez com afiliação à Rede Super. Apesar dos planos de produzir programação local, a TV Porto Seguro seguiu como uma retransmissora integral da rede até outubro de 2016, quando voltou a interromper suas operações.

### TV Porto (2023–presente)
Em 4 de novembro de 2019, a entidade obteve mais uma concessão em Porto Seguro, desta vez para o canal 33 UHF digital. Três anos após receber esta outorga, em 22 de julho de 2023, a fundação retomou a operação da emissora na frequência em caráter experimental, retransmitindo a programação nacional da TV Cultura.
Em 6 de agosto de 2023, a TV Cultura anunciou oficialmente que a emissora de Porto Seguro seria sua nova afiliada. Em 9 de agosto de 2023, a estação foi oficialmente reinaugurada como TV Porto, ainda sem programação local, e tornou-se a única afiliada da rede paulista no interior da Bahia, cinco anos após a extinção da TV Jequié.
Em 1° de maio de 2024, a TV Porto anunciou a estreia de programação local. Foram anunciados o jornalístico comunitário Hora do Baianão, apresentado por Tiago Maciel, o boletim informativo Porto News e o telejornal noturno TV Porto Jornal. O Hora do Baianão teve a estreia anunciada para o dia 13 de maio, mas só teve a primeira edição em 3 de junho.
O primeiro programa local a ser exibido pela emissora foi o Porto Esportes, apresentado por Tany Santos, que também apresenta um esportivo na TVC de Potiraguá. Em 15 de maio, foi ao ar a primeira edição do boletim informativo Porto News, apresentado por Julli Barra.

## Programas
Além de retransmitir a programação nacional da TV Cultura, a TV Porto produz e exibe os seguintes programas:
- Abrolhos Rural: Jornalístico sobre agronegócio, com Marcio Barney;[18]
- Hora do Baianão: Programa de variedades, com Tiago Maciel;[15]
- Porto Esportes: Jornalístico esportivo, com Tany Santos;[16]
- TV Porto Jornal: Telejornal, com Luciana Bittencourt;[19]
- TV Porto Notícias: Boletim informativo, com Julli Barra.[17]